# Henrik Nilsson (ishockeyspelare född 1991)
Henrik Nilsson, född 5 maj 1991 i Stockholm, är en svensk-ungersk professionell ishockeyspelare som spelar för Kalmar HC i Hockeyallsvenskan. Hans moderklubb är Norsborgs IF.